# Karl Heinz Robrahn
Karl Heinz Robrahn (* 20. August 1913 in Rostock-Warnemünde; † 18. März 1987 in Rostock) war ein deutscher katholischer Lyriker.

## Biografie
Robrahn besuchte bis 1930 in Güstrow das Gymnasium. Er absolvierte eine Lehre als Bankkaufmann und arbeitete in diesem Beruf bis 1947 in Lübeck, Rostock und Warnemünde. Von 1948 bis 1957 war er Buchhalter und Betriebsleiter.
Seine ersten Gedichte schrieb er in den dreißiger Jahren als Lehrling im Aktenkeller der Bank. Gedruckt wurden die Gedichte erst nach dem Zweiten Weltkrieg. Ab 1957 lebte er als freier Schriftsteller in Rostock und Warnemünde. Er war Mitglied des Schriftstellerverbands der DDR.
Die ersten Gedichte Robrahns erschienen in der bedeutenden Sammlung religiöser Dichtung Das dunkle DU, die Kurt Erich Meurer und Otto Josef Spachtholz 1953 in München herausgegeben haben. Als katholischer Dichter hatte Robrahn in der DDR nur eine begrenzte Wirkungsmöglichkeit. Seine Gedichtbände konnten nur in geringer Auflage im kirchlichen St. Benno-Verlag, Leipzig, und im Berliner Union Verlag erscheinen. Viele Gedichte wurden verstreut in Zeitungen und Zeitschriften gedruckt. Außerhalb des kirchlichen Raumes blieb der Lyriker weitgehend unbekannt. Drei seiner Gedichtbände konnten nicht erscheinen. Die Manuskripte gelten heute als verschollen.
Robrahns Lyrik ist von einer tiefen Religiosität und von der Liebe zu seiner mecklenburgischen Heimat und zum Meer geprägt. Besonders inspiriert haben ihn auch die Bilder von Vincent van Gogh und die Bildwerke von Ernst Barlach. In vielen Gedichten hat er Motive daraus aufgegriffen und variiert. Zum schönsten in seinem Werk gehören zahlreiche Liebesgedichte, die er seiner Frau Magdalena gewidmet hat.

## Werke
- Ernst Barlach. Gedicht, in: neue deutsche literatur, Zeitschrift für deutschsprachige Literatur und Kritik, Nr. 2 1954, Heft 12, S. 35.
- Herz in Gott, Gedichte. Leipzig, o. J. [1956]
- Gesang des Lebens, Gedichte. Berlin, 1960
- Ich möchte Liebes tun und sagen, Gedichte. Leipzig, o. J. [1963]
- Daheim in van Goghs Bildern. Manuskript, um 1970 [verschollen]
- Die Verlassenen. Verse zu Plastiken von Ernst Barlach. Manuskript, um 1975 [verschollen]
- Stimmen im Herbst. Gedichte aus den Jahren 1948-1978 Manuskript, um 1980 [verschollen]
- weitere Gedichte und Kurzprosa in Zeitschriften und Anthologien.